# Моррисон, Мелисса
Мелисса Моррисон (англ. Melissa Morrison-Howard; род. 9 июля 1971 года) — американская легкоатлетка, которая специализировалась в беге на 110 метров с барьерами. Бронзовая призёрка Олимпиады 2000 года с результатом 12,76 и бронзовая призёрка олимпийских игр 2004 года с результатом 12,56. Бронзовая призёрка чемпионата мира в помещении 2003 года на дистанции 60 метров с барьерами.

## Достижения
Золотая лига
- 1998:  Bislett Games – 12,67
- 1998:  Golden Gala – 12,69
- 1998:  Herculis – 12,57
- 1998:  Memorial Van Damme – 12,71
- 1998:  ISTAF – 12,81
- 1999:  Meeting Gaz de France – 12,67
- 1999:  Herculis – 12,67
- 1999:  Weltklasse Zürich – 12,75
- 2000:  Weltklasse Zürich – 12,73
- 2000:  Herculis – 12,66
- 2000:  ISTF – 12,67
- 2004:  Weltklasse Zürich – 12,60